# Orde van de Ster van Zuid-Afrika
De Orde van de Ster van Zuid-Afrika, in het Engels "Order of the Star of South Africa" geheten, is een in 1975 ingestelde onderscheiding van de Republiek Zuid-Afrika. Sinds 2002 wordt de orde niet meer verleend.
Het lint is lichtblauw met een smalle gouden bies. Deze ridderorde wordt alleen aan vreemdelingen verleend en is gedacht voor "opvallende en uitzonderlijke verdiensten voor Zuid-Afrika.
Het versiersel heeft de vorm van een blauwe ster met vier armen en acht punten. In het midden is een gouden ster geplaatst. Een kunstig gesmeed gouden ornament dient als verhoging en verbinding met het lint.
De onderscheiding wordt aan Zuid-Afrikanen, burgers zowel als militairen, verleend voor bijdragen aan de vrede en veiligheid en het verdedigen van de grenzen en de onafhankelijkheid van het land. Ook inzet in vredesmissies kan met deze orde worden beloond.
Deze ridderorde heeft de vijf in het internationale diplomatieke verkeer gebruikelijke graden.
- Grootkruis (Grand Cross)
- Grootofficier (Grand Officer)
- Commandeur (Commander)
- Officier (Officer)
- Lid (Member)

## De hervormingen van na 2000
President Nelson Mandela liet bekendmaken dat hij het ordestelsel wilde hervormen. De Zuid-Afrikaanse regering zag de orden als een reliek van de apartheid met een te duidelijk Europese, en niet Afrikaanse, achtergrond en symboliek. De volkeren van Zuidelijk Afrika kenden geen ridderorden. De vormgeving van deze orde werd als "negatief" beoordeeld. Dat gold met name voor de stralen, de kleuren, het anker en het Latijn van het motto van de Orde van de Goeie Hoop. Ook de traditionele Europese vormgeving van deze orde werd bezwaarlijk gevonden.